# Ancien palais épiscopal d'Angra do Heroísmo
L'ancien palais épiscopal d'Angra do Heroísmo est situé dans la paroisse de Sé, dans le centre historique de la ville d'Angra do Heroísmo, sur l'île de Terceira, aux Açores (Portugal). 

## Histoire
C'est un palais dont la construction originale remonte à 1544, cédé "à jamais " par Jean III du Portugal à l'usage et au service des évêques d'Angra do Heroismo. L'ensemble construit se compose de maisons, cuisines, cour et pigeonnier. 
Au fil des siècles, l'ensemble a subi de profonds changements, de telle sorte que seuls quelques murs subsistent d'origine. La proximité de la cathédrale des Açores et l'emplacement dans la zone de Carreira dos Cavalos, ainsi nommée pour organiser des fêtes chaque année avec ces animaux, ont placé ce palais dans une zone stratégique de la ville. 
N'appartenant plus au diocèse d'Angra, le bien a été occupé par le conseil général du district autonome d'Angra do Heroismo. Il est actuellement occupé par la Direction Régionale de l'Education et de la Culture. 

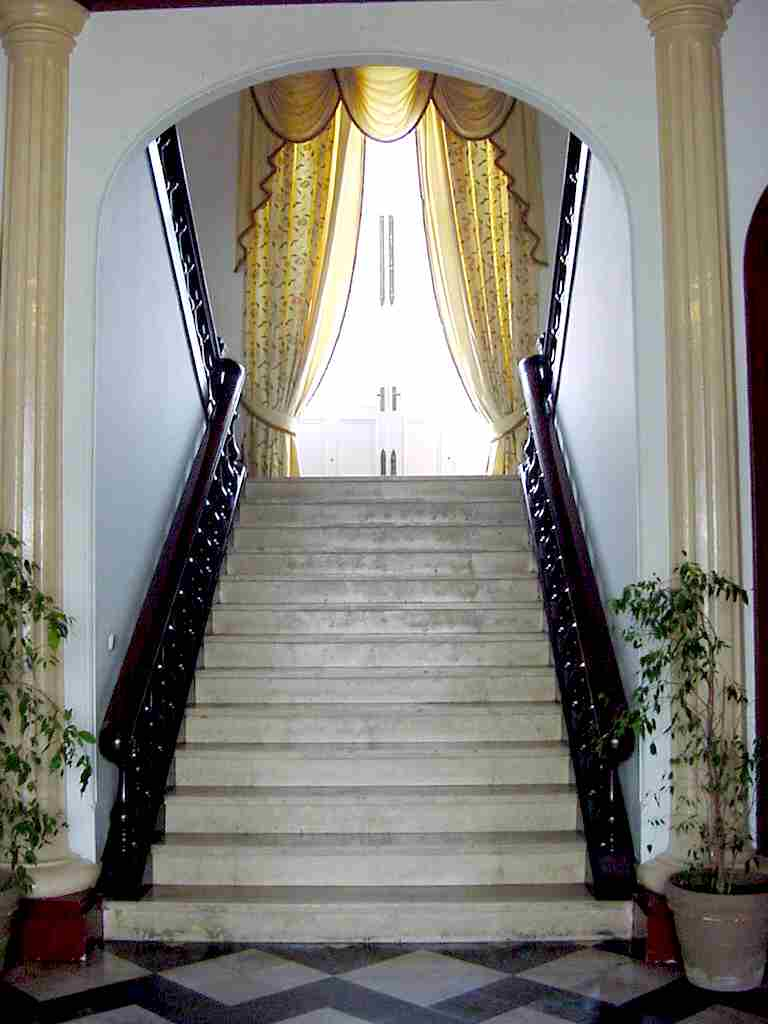
Palais épiscopal : accès au 2e étage.

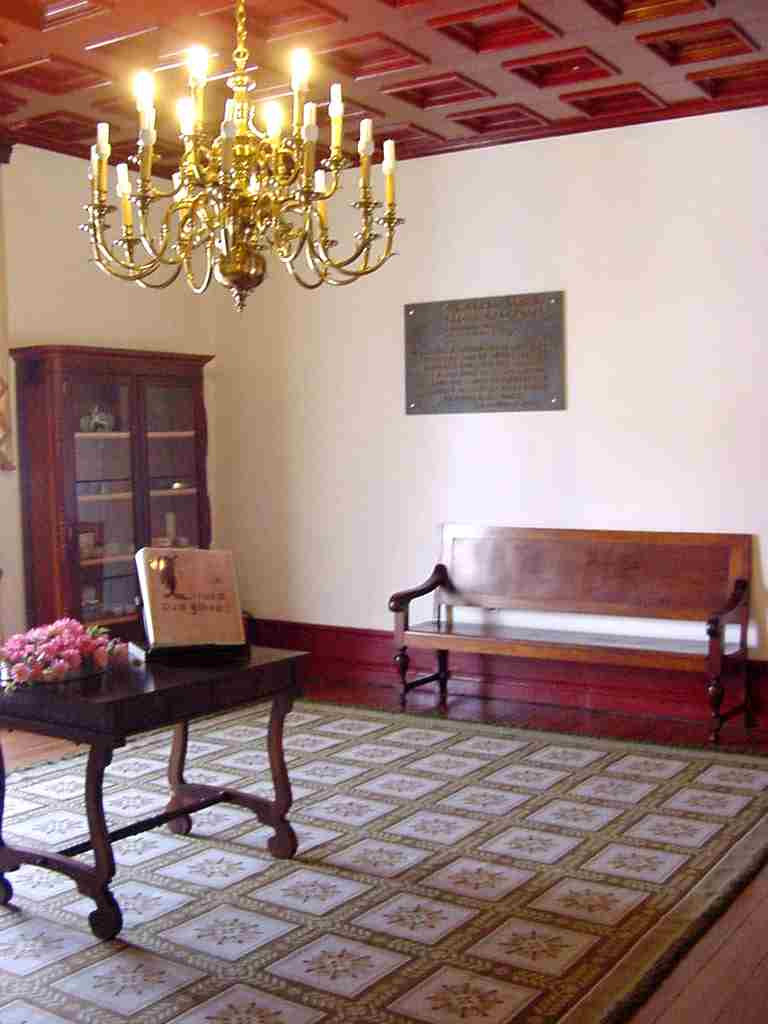
Palais épiscopal : 2e étage.

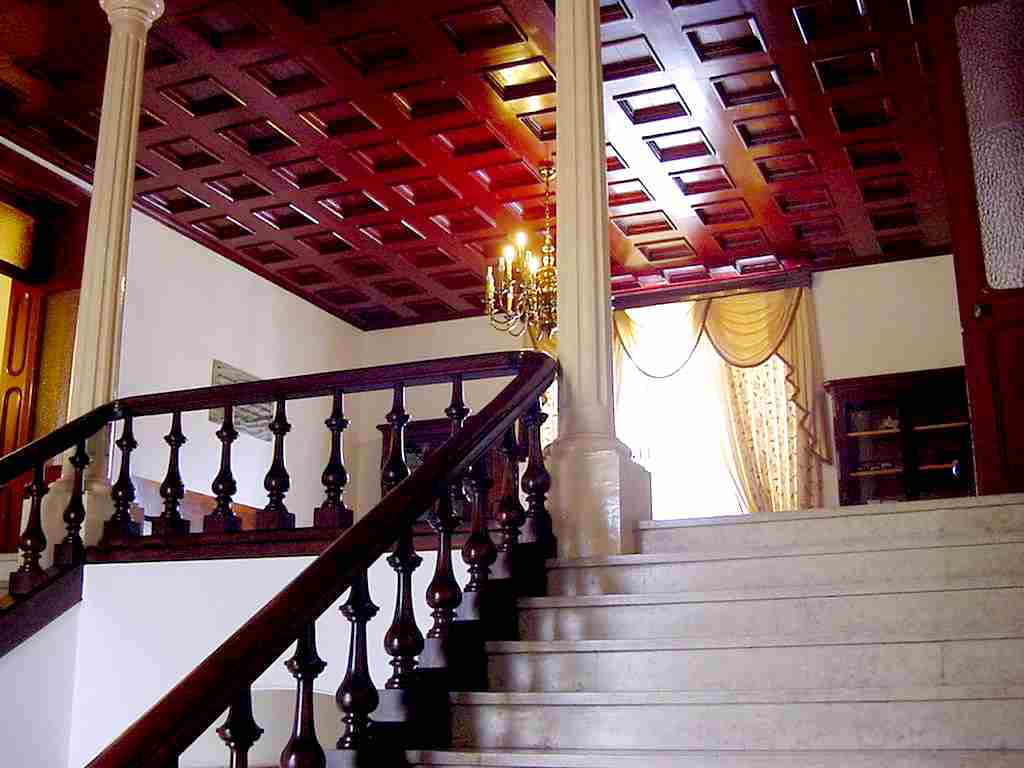
Haut de l'escalier pour accéder au 2ème étage.